# Loch Broome Free Church
De Loch Broome Free Church is een monumentale kerk van de Free Church of Scotland in het Schotse dorp Ullapool. De kerk is gebouwd in Gotische stijl. Bezienswaardig is ook de stenen omwalling (Boundary Wall).
De plaatselijke kerkelijke gemeente is opgericht na de Disruption (afscheiding van de Church of Scotland) in 1843. Op 29 september 1843 vond de eerste dienst plaats, in de open lucht. Op 18 juli 1844 werd een nieuw kerkgebouw geopend. Vier jaar later werd ook een eigen school opgericht. In 1893 vond een scheuring plaats in de Free Church en ook in Ullapool werd een Free Presbyterian Church of Scotland opgericht. Deze groep bouwde een eigen kerkgebouw aan de Market Street, wat heden ten dage nog steeds door hen in gebruik is. 
In 1900 fuseerde de Free Church met de Church of Scotland. Een klein gedeelte splitste zich opnieuw af en vormde op die manier de huidige Free Church of Scotland. Een kerkgebouw werd gebouwd aan de Quay Street en in 1909 in gebruik genomen. Op 6 september 1910 werd Rev. J. MacDonald als predikant van de gemeente bevestigd, wat hij bleef tot 25 september 1919. Verschillende predikanten en vacante perioden volgden. Tot in de jaren 50 was het gebruikelijk om in de morgen in het Schots Gaelic te preken en in de avond in het Engels. 
In 2000 vond in de Free Church opnieuw een scheuring plaats, wanneer de Free Church of Scotland (Continuing) wordt opgericht. Hoewel de gemeente van Loch Broome bijeen blijft, vertrekt predikant Rev W. Weale naar de Free Presbyterian Church. Oorzaak is de kwestie over het wel of niet zingen van psalmen in de eredienst, de zogenaamde Exclusive Psalmody-kwestie

## Externe links

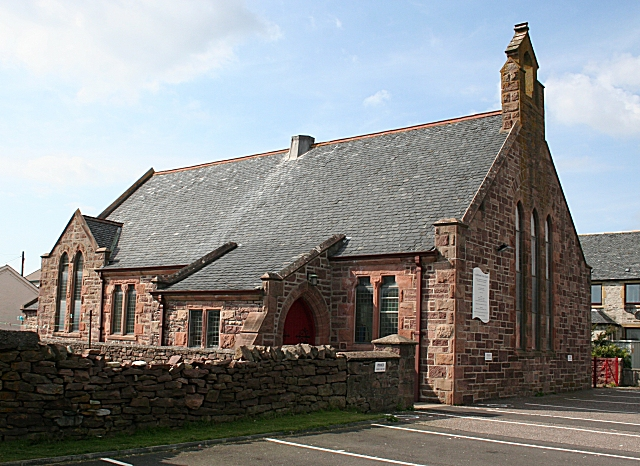
Zijgevel van de kerk